# Palaverde
Palaverde är en inomhusarena i Villorba, nära Treviso, Italien. Arenan byggdes 1983 av Benetton Group som då ägde ett professionellt basketlag (herrar) Pallacanestro Treviso för vilka de byggde arenan. Klubben använde arenan till 2012 då de slutade med professionell basket. Volleybollaget (herrar) Volley Treviso, som också ägdes av Benetton, spelade i arenan mellan 1987 och 2011. Under perioden 2011-2012 spelade basketlaget Reyer Venezia i arenan då deras egen arena renoverades. Sedan 2012 spelar volleybollaget (damer) Imoco Volley i arenan och sedan 2014 Universo Treviso Basket som tagit över efter Pallacanestro Treviso som bygdens professionella basketlag
Arenan har en kapacitet på drygt 5 000 platser och används förutom förutom till sport även till konserter då kapaciteten är något större då även en del av spelplanen kan användas som sittplats.